# Fausto Cercignani
Fausto Cercignani (Cagliari, 21 de marzo de 1941) es un filólogo, crítico literario, poeta y ensayista italiano.

## Actividad
Se ha desempeñado como profesor de filología germánica en varias universidades italianas.
En el campo de los estudios de lengua inglesa, es reconocido por sus investigaciones sobre Shakespeare.
Ejercita la crítica literaria de varios autores famosos: Jens Peter Jacobsen, Georg Trakl, Georg Büchner, Arthur Schnitzler, Wolfgang Goethe, Gotthold Ephraim Lessing, Wilhelm Heinrich Wackenroder, Hugo von Hofmannsthal, Rainer Maria Rilke, Alban Berg, E.T.A. Hoffmann, Robert Musil, Novalis, Joseph Roth, Richard Beer-Hofmann, Karl Kraus, Franz Kafka, Thomas Mann, August Stramm, Gerhart Hauptmann, Reinhard Jirgl, Friedrich Schiller, Karl Krolow, Christa Wolf.
Experimenta la autotraducción de textos poéticos.

## Obras

### Lengua inglesa
- Shakespeare's Works and Elizabethan Pronunciation, Oxford, University Press (Clarendon Press), 1981.
- English Rhymes and Pronunciation in the Mid-Seventeenth Century, in “English Studies”, 56/6, 1975, pp. 513–518.
- The Development of */k/ and */sk/ in Old English, in “Journal of English and Germanic Philology”, 82/3, 1983, pp. 313–323.

### Germanística
- The Consonants of German: Synchrony and Diachrony. Milano, Cisalpino, 1979.
- The Development of the Gothic Short/Lax Subsystem, in “Zeitschrift für vergleichende Sprachforschung”, 93/2, 1979, pp. 272–278.
- Early «Umlaut» Phenomena in the Germanic Languages, in “Language”, 56/1, 1980, pp. 126–136.
- Zum hochdeutschen Konsonantismus. Phonologische Analyse und phonologischer Wandel, in “Beiträge zur Geschichte der deutschen Sprache und Literatur”, 105/1, 1983, pp. 1–13.
- The Elaboration of the Gothic Alphabet and Orthography, in “Indogermanische Forschungen”, 93, 1988, pp. 168–185.
- Saggi linguistici e filologici. Germanico, gotico, inglese e tedesco, Alessandria, Edizioni dell'Orso, 1992

### Literatura alemana
- F. Cercignani - M. Giordano Lokrantz (a cura di), In Danimarca e oltre. Per il centenario di Jens Peter Jacobsen, Milano, Cisalpino, 1987.
- Existenz und Heldentum bei Christa Wolf. «Der geteilte Himmel» und «Kassandra», Würzburg, Königshausen & Neumann, 1988.
- Memoria e reminiscenze. Nietzsche, Büchner, Hölderlin e i poemetti in prosa di Trakl, Torino, Genesi Editrice, 1989.
- F. Cercignani (a cura di), Studia trakliana. Georg Trakl 1887-1987, Milano, Cisalpino, 1989.
- F. Cercignani (a cura di), Studia büchneriana. Georg Büchner 1988, Milano, Cisalpino, 1990.
- F. Cercignani (a cura di), Studia schnitzleriana, Alessandria, Edizioni dell'Orso, 1991.
- F. Cercignani - E. Mariano (a cura di), Vincenzo Errante. La traduzione di poesia ieri e oggi, Milano, Cisalpino, 1993.
- F. Cercignani (a cura di), Studia theodisca. Gotthold Ephraim Lessing, Milano, Edizioni dell'Arco, 1994.
- F. Cercignani (a cura di), Novalis, Milano, CUEM, 2002.

### Ensayos
- Dunkel, Grün und Paradies. Karl Krolows lyrische Anfänge in «Hochgelobtes gutes Leben», in “Germanisch-Romanische Monatsschrift”, 36/1, 1986, pp. 59–78.
- Zwischen irdischem Nichts und machtlosem Himmel. Karl Krolows «Gedichte» 1948: Enttäuschung und Verwirrung, in “Literaturwissenschaftliches Jahrbuch”, 27, 1986, pp. 197–217.
- Il «Faust» goethiano. Forma e sostanza, in Il «Faust» di Goethe. Antologia critica, a cura di F. Cercignani ed E. Ganni, Milano, Led, 1993, pp. 21–38.
- «Nathan il saggio» e il Settecento tedesco, in “ACME”, 47/1, 1994, pp. 107–124.
- Sul «Wozzeck» di Alban Berg, in Studia austriaca V, Milano, Edizioni Minute, 1997, pp. 169–190.
- E. T. A. Hoffmann, Italien und die romantische Auffassung der Musik, in Das Land der Sehnsucht. E. T. A. Hoffmann und Italien, a cura di S. M. Moraldo, Heidelberg, Winter, 2002, pp. 191–201.
- Per una rilettura di «Salomè». Il dramma di Oscar Wilde e il libretto di Richard Strauss, in Studia theodisca IX, Milano, CUEM, 2002, pp. 171–192.
- Georg Büchner. Empatia e prospettivismo, in Il cacciatore di silenzi. Studi dedicati a Ferruccio Masini, a cura di P. Chiarini, vol. II, Roma, Istituto Italiano di Studi Germanici, 2003, pp. 237–258.
- ‘Poesia filosofica' o ‘filosofia poetica'? (con alcune osservazioni su Schiller), in La poesia filosofica, a cura di A. Costazza, Milano, Cisalpino, 2007, pp. 163–170.
- Inganno e autoinganno. Il campagnolo di Kafka, in Studia austriaca XVIII, Milano, PGreco, 2010, pp. 51–64.
- Hofmannsthal fra teatro e filosofia. Con particolare riguardo a «L'uomo difficile», in La filosofia a teatro, a cura di A. Costazza, Milano, Cisalpino, 2010, pp. 369–385.

### Poesía
- Fiore siglato, Firenze 1988.
- Fisicità svanite, Torino 1988 - Primo premio di poesia al "Città di Moncalieri 1989".
- Omaggio a Shakespeare, Dieci Poesie, introduzione di R. Mussapi, in “Almanacco dello Specchio”, n. 13 (1989).
- Testi vari su “Anterem”, nn. 40 (1989), 42 (1991), 44 (1992), 46 (1993) e 47 (1993).
- Vene di trasparenza, Verona 1990.
- Nella grafia di un'ombra, Alessandria 1991.
- Pulviscoli rigati, Napoli 1992.
- Stelle di brina, Milano 1993.
- Reticoli svagati, Milano 1996.
- Shakespearean Fancies (e-book), 2012.
- Scritture. Poesie edite e inedite, Torino 2015.